# Naissance en 940
Naissance
- 936
- 937
- 938
- 939
- 940
- 941
- 942
- 943
- 944

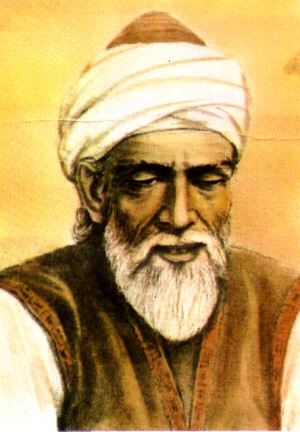
Abu l-Wafa, né en 940.

Cette page dresse une liste de personnalités nées au cours de  l'année 940 :
- Abdollah ibn Bukhtishu (en), médecin syrien.
- Abu l-Wafa, astronome et mathématicien persan.
- Notger, prince-évêque de Liège
- George El Mozahem (en), martyr et saint copte.
- Firdawsi, poète persan, à côté de Tus en Iran.

date incertaine (vers 940)
- Al-Khujandi, ou Abu Mahmud Hamid ibn al-Khidr Al-Khujandi, astronome perse.
- Guy d'Ivrée, marquis d'Ivrée.
- Baudouin III de Flandre, comte de Flandre.
- Siegfried Ier de Guines, dit le Danois, premier comte de Guines.

## Crédit d'auteurs
- Cet article est partiellement ou en totalité issu de l'article intitulé « 940 » (voir la liste des auteurs).